# Eurotorp A244S
Whitehead A244 (nebo též A244/S) je italské lehké 324mm protiponorkové torpédo vyvinuté italskou zbrojovkou Whitehead Moto (později Whitehead Sistemi Subacquei – WASS). Vyráběno je italsko-francouzským konsorciem EuroTorp. Slouží k ničení konvenčních i atomových ponorek operujících v pobřežních vodách a v podmínkách silného rušení. Vypouštěno může být z letadel, vrtulníků a válečných lodí. Torpédo bylo přijato do výzbroje více než 16 námořnictev. Vyrobeno bylo více než 1000 torpéd tohoto typu.

## Varianty[3]
- A244 – používá pasivní/aktivní naváděcí hlavici Selenia AG70. Hmotnost 220 kg, hlavice 34 kg výbušniny HBX-3.
- A244S – modernizovaná verze, používá naváděcí hlavici Selenia CIACIO-30/CIACIO60. Hmotnost 235 kg, hlavice 34 kg výbušniny HBX-3.
- A244S Mod 1 – používá naváděcí systém CIACIO-S s měnitelnou frekvencí sonaru.
- A244S Mod 3 – nejnovější verze torpéda, lze na ní modernizovat všechny varianty A244S. Hmotnost 244 kg, hlavice 42 kg výbušniny HBX-3.

## Uživatelé[1]
- Argentina
- Bangladéš
- Čína
- Indie
- Indonésie
- Itálie
- Kolumbie
- Malajsie
- Nigérie
- Singapur
- Spojené arabské emiráty
- Švédsko
- Venezuela

## Hlavní technické údaje (A244)[1]
- Průměr: 324 mm
- Hmotnost: 244 kg
- Délka: 2,75 m
- Cestovní rychlost: 30 uzlů
- Maximální rychlost: 38+ uzlů[4]
- Dosah: 13,5 km
- Hloubkový dosah: 600 m